# 渣津镇
渣津镇，是中华人民共和国江西省九江市修水县下辖的一个乡镇级行政单位。

## 行政区划
渣津镇下辖以下地区：
津龙社区、古艾社区、西堰村、东堰村、长仑村、朴田村、莲花村、长潭村、板坑村、帅塅村、龙坪村、水车村、司前村、紫鹿村、田西村、石门村、福星村和渣津村。